# 毛利元亮
毛利 元亮（もうり もとすけ、文政元年4月26日（1818年5月30日） - 明治20年（1887年）3月21日）は、長州藩一門家老である右田毛利家の11代当主。
父は吉敷毛利家の毛利房謙。祖父は厚狭毛利家の毛利就宣。曽祖父は右田毛利家7代毛利広定。養父は毛利房顕。妻は厚挟毛利元美の娘。子は毛利祥久、毛利忠三。養子は毛利親信。
通称は筑前。藩主の毛利斉元より偏諱の授与を受けて元亮と名乗る。諱は元亮のほかに、元敬（もとたか）、元統（もとむね）が伝わる。

## 生涯
文政元年（1818年）、一門吉敷毛利房謙の次男として生まれる。天保6年（1835年）、一門右田毛利房顕の養子となって家督相続する。弘化元年（1844年）、領内に郷校学文堂を開設する。嘉永3年（1850年）当職（国家老・執政）、安政3年（1856年）には国元加判役として藩主毛利敬親（斉元の子）に仕えた。
文久3年（1863年）、幕府による第一次長州征討を受けると、三田尻の防衛を担当する。慶応元年（1865年）、藩内の革新派が政権を取ると国政と国用方を兼務する。第二次長州征討四境の戦いでも三田尻の防衛を担当する。
明治20年（1887年）3月21日死去。享年70。
家督は養父毛利房顕の孫、親信が相続した。元亮の長男の祥久は親信の跡を継ぎ、明治30年（1897年）に男爵に叙された。